# Rue Porte-aux-Oies
La rue  Porte-aux-Oies (en wallon : Pwète-ås-Åwes) est une rue ancienne et pittoresque du quartier d'Outremeuse à Liège en Belgique (région wallonne). 

## Odonymie
Le nom de la rue fait référence au bief (ou biez) des Grandes-Oies, un ancien bras de l'Ourthe qui se situait à proximité et en aval du pont d'Amercœur et qui rejoignait, en prenant une direction vers le nord, le biez du Barbou devenu le boulevard de la Constitution. Ce biez des Grandes-Oies a été asséché et comblé vers 1875. La rue datant au moins du XVIIe siècle était voisine et parallèle (en rive gauche) à ce bief. Un moulin ou une ferme de la rue y aurait élevé des oies.

## Description
Cette paisible voie plate et pavée d'une longueur d'environ 155 m et d'une largeur qui parfois se rétrécit à environ 2,5 m relie la rue Jean Warroquiers à l'ancienne rue Puits-en-Sock. La rue opère un virage à angle droit quelques mètres avant la rue Puits-en-Sock. La rue se compose de petites maisons en briques parfois peintes. Sur la façade de l'une d'elles sise au no 39, une enseigne métallique noire représente trois oies.

## Jardin de la Porte-aux-Oies
Au mois d'octobre 2020, une mobilisation citoyenne a vu 450 personnes et associations se mobiliser pour acheter un terrain d'environ 400 m2, situé au milieu de la rue, afin d'y créer un «jardin de quartier», le Jardin de la Porte-aux-Oies. Pas moins de 150.000 euros ont pu être réunis en moins d'une semaine, ce qui a permis l'achat du terrain par la société coopérative «Les Biens communaux», laquelle pilote le projet de création du jardin et de rénovation d'un petit immeuble situé sur la parcelle afin d'y créer une salle de quartier et des locaux associatifs.

## Architecture
Une petite maison située au no 32 est reprise à l'inventaire du patrimoine culturel immobilier de la Wallonie. Elle a été construite vers le milieu du XVIIe siècle.

## Voiries adjacentes
- Rue Jean Warroquiers
- Rue Puits-en-Sock
- Place Théodore Gobert